# Antonio María Claret García
Antonio María Claret García (Cartagena, Murcia, 13 de febrero de 1950) es un médico y político español del Partido Socialista Obrero Español. Desde el 1 de abril de 2011 al 20 de diciembre del mismo año fue delegado del Gobierno en Melilla.
Doctor en Medicina y Cirugía, y en Ciencias Políticas y Sociología por la Universidad de Granada. Es especialista en Oftalmología y académico de Número de la Academia de Ciencias Sociales y Medioambiente en Andalucía. Fue diputado por el Partido Socialista Obrero Español al Parlamento de Andalucía en las legislaturas de 1990, 1994, 1996 y 2000. Fue presidente de Caja Granada.